# Other Side of the World
Other Side of the World è un singolo della cantante britannica KT Tunstall, pubblicato il 9 maggio 2005 come secondo estratto dal primo album in studio Eye to the Telescope.

## Descrizione
La canzone parla dei rapporti a lunga distanza e dei problemi che si hanno. Si basa su una storia vera di due amici di KT Tunstall, uno dei quali viveva in Scozia, l'altro in Stati Uniti.
Alla fine di gennaio 2007, questo singolo è entrato nella classifica pop statunitense di iTunes al 93º posto.

## Critica
"Other Side of the World" ha ricevuto recensioni positive dai critici musicali. Billboard.com ha elogiato la canzone: "Bello, rilassante prestazione acustica" e "Cantabile il ritornello".

## Tracce
7" REL18
1. Other Side of the World – 3:34
2. Morning Stars – 2:57

CD RELCD18
1. Other Side of the World – 3:34
2. Boo Hoo – 5:09

DVD RELDVD18
1. Other Side of the World (video)
2. Black Horse and the Cherry Tree (video)
3. Throw Me a Rope (audio)

UE CD
1. Other Side of the World – 3:34
2. Throw Me a Rope
3. Boo Hoo – 5:09
4. Morning Stars – 2:57

iTunes Singoli
1. Other Side of the World (Radio Version) – 3:36

Promo CD
1. Other Side of the World (Radio Version)
2. Other Side of the World (Instrumental)

## Classifiche
| Classifiche (2005-10) | Posizione massima |
| --------------------- | ----------------- |
| Argentina             | 31                |
| Brasile               | 2                 |
| Cile                  | 37                |
| Irlanda               | 25                |
| Italia                | 22                |
| Paesi Bassi           | 21                |
| Regno Unito           | 13                |